# Bukemba
Bukemba è un comune del Burundi situato nella provincia di Rutana con 35.471 abitanti (censimento 2008).

## Geografia antropica

### Suddivisioni amministrative
Il comune è suddiviso in 6 colline.